# Кундранский сельсовет
Кундранский сельсовет — сельское поселение в Убинском районе Новосибирской области Российской Федерации.
Административный центр — село Кундран.

## История
Статус и границы сельского поселения установлены Законом Новосибирской области от 2 июня 2004 года № 200-ОЗ «О статусе и границах муниципальных образований Новосибирской области»

## Население
| 2002 | 2010 | 2012 | 2013 | 2014 | 2015 | 2016 |
| ---- | ---- | ---- | ---- | ---- | ---- | ---- |
| 750  | ↘571 | ↘543 | ↘539 | ↘519 | ↘505 | ↗508 |
| 2017 | 2018 | 2019 | 2020 | 2021 |      |      |
| ↘504 | ↘497 | ↘486 | ↘475 | ↘453 |      |      |

## Состав сельского поселения
| № | Населённый пункт | Тип населённого пункта       | Население |
| - | ---------------- | ---------------------------- | --------- |
| 1 | Кундран          | село, административный центр | ↘453      |